# Cassius Stanley
Cassius Jerome Stanley (Los Angeles, 18 agosto 1999) è un cestista statunitense.

## Carriera

### High school
Stanley frequentò per il primo anno la Harvard-Westlake School di Studio City, in California. Al secondo anno ebbe una media di 17,9 punti, 6,8 rimbalzi e 3,5 assist a partita. Nel 2017 si trasferì alla Sierra Canyon School di Chatsworth, in California, per i suoi ultimi due anni di high school.  Da senior, segnò una media di 17,8 punti, 6,2 rimbalzi e 2,9 assist a partita, guidando la Sierra Canyon a un record complessivo di 32-3.

### College
Al suo debutto al college segnò 13 punti per aiutare Duke a sconfiggere Kansas per 68-66. Dopo essersi infortunato alla gamba in una vittoria su Winthrop il 29 novembre, fu messo in lista infortunati a tempo indeterminato.  La sua gamba migliorò più velocemente del previsto, e tornò a giocare contro Virginia Tech, dopo aver saltato solo una partita. Il 4 gennaio segnò 20 punti e 5 rimbalzi in una vittoria per 95-62 su Miami. L'8 febbraio fece registrare 22 punti e 6 rimbalzi in una vittoria per 98-96 su North Carolina. Al termine della stagione regolare venne inserito nell'ACC All-Freshman Team. Ottenne una media di 12,6 punti e 4,9 rimbalzi a partita, tirando con il 47% dal campo e il 36% da tre punti. Dopo la stagione, si dichiarò eleggibile per il Draft NBA 2020.

### NBA

#### Indiana Pacers (2020-2021)
Il 18 novembre 2020 è stato selezionato al secondo turno (54ª scelta assoluta) nel Draft NBA 2020 dagli Indiana Pacers. I Pacers firmarono con Stanley un two-way contract, assegnandolo alla loro affiliata della NBA G League, i Fort Wayne Mad Ants.

## Statistiche

### NCAA
| Anno    | Squadra          | PG | PT | MP   | TC%  | 3P%  | TL%  | RP  | AP  | PRP | SP  | PP   |
| ------- | ---------------- | -- | -- | ---- | ---- | ---- | ---- | --- | --- | --- | --- | ---- |
| 2019-20 | Duke Blue Devils | 29 | 29 | 27,4 | 47,4 | 36,0 | 73,3 | 4,9 | 1,0 | 0,7 | 0,7 | 12,6 |